# Wólka Szczecka
Wólka Szczecka – wieś w Polsce położona w województwie lubelskim, w powiecie kraśnickim, w gminie Gościeradów.
| SIMC    | Nazwa         | Rodzaj      |
| ------- | ------------- | ----------- |
| 1019929 | Borów-Gajówka | osada leśna |

W latach 1975–1998 miejscowość administracyjnie należała do województwa tarnobrzeskiego.
Wieś stanowi sołectwo gminy Gościeradów. Według Narodowego Spisu Powszechnego (2011) wieś liczyła 131 mieszkańców.
Wierni kościoła rzymskokatolickiego należą do parafii św. Andrzeja Apostoła w Borowie.

## Historia
9 sierpnia 1943 roku w okolicy Wólki Szczeckiej oddział Narodowych Sił Zbrojnych rozbroił i rozstrzelał 25 członków Gwardii Ludowej i trzech chłopów.
2 lutego 1944 roku Wólka Szczecka wraz z sąsiednimi wsiami (Borów, Szczecyn, Łążek Zaklikowski, Łążek Chwałowski, Karasiówka) została spacyfikowana przez kilkutysięczną ekspedycję niemiecką. Funkcjonariusze SS i policji niemieckiej doszczętnie zniszczyli wieś, mordując ponad 200 mieszkańców, w tym ok. 50 kobiet i 20 dzieci. Spalono ponad 200 budynków. Według innych źródeł 2 lutego 1944 zamordowanych zostało 98 mieszkańców Wólki.
W latach osiemdziesiątych XX wieku większość mieszkańców wyprowadziła się do miast m.in. Kraśnika, Stalowej Woli i Radomia.